# Léninski (Rostov)
|  | Per a altres significats, vegeu «Léninski». |

Léninski (en rus: Ленинский) és un poble (un khútor) de l'óblast de Rostov, a Rússia, segons el cens del 2010 tenia 93 habitants, pertany al municipi de Krasnoarmeiski.